# Аннетте Кольб (тенісистка)
Аннетте Кольб (нім. Annette Kolb; нар. 14 вересня 1983) — колишня німецька тенісистка.
Найвищу одиночну позицію світового рейтингу — 344 місце досягла 6 лютого 2006, парну — 242 місце — 17 липня 2006 року.
Здобула 1 одиночний та 6 парних титулів туру ITF.
Завершила кар'єру 2007 року.

## Юніорські фінали турнірів Великого шолома

### Дівчата, парний розряд
| Результат | Рік  | Турнір                               | Покриття | Партнерка    | Суперниці                        | Рахунок       |
| --------- | ---- | ------------------------------------ | -------- | ------------ | -------------------------------- | ------------- |
| Поразка   | 2001 | Відкритий чемпіонат Франції з тенісу | Ґрунт    | Несса Етьєнн | Петра Цетковська Рената Ворачова | 3–6, 6–3, 3–6 |

## Фінали ITF

### Одиночний розряд: 5 (1–4)
| Легенда          |
| ---------------- |
| Турніри $100,000 |
| Турніри $75,000  |
| Турніри $50,000  |
| Турніри $25,000  |
| Турніри $10,000  |

| Фінали за покриттям |
| ------------------- |
| Тверде (0–2)        |
| Ґрунт (1–2)         |
| Трава (0–0)         |
| Килим (0–0)         |

| Результат | Ранг | Дата           | Турнір                  | Покриття | Суперниця                   | Рахунок                 |
| --------- | ---- | -------------- | ----------------------- | -------- | --------------------------- | ----------------------- |
| Перемога  | 1.   | 30 квітня 2001 | Флоріанополіс, Бразилія | Ґрунт    | Ана Лусія Мільяріні де Леон | 6–4, 5–7, 6–3           |
| Поразка   | 1.   | 7 квітня 2003  | Анталія, Туреччина      | Ґрунт    | Магда Міхалаке              | 5–7, 1–6                |
| Поразка   | 2.   | 5 квітня 2004  | Каїр, Єгипет            | Ґрунт    | Гана Шромова                | w/o                     |
| Поразка   | 3.   | 15 квітня 2005 | Порту, Португалія       | Тверде   | Суріна Де Беер              | 0–6, 1–6                |
| Поразка   | 4.   | 2 серпня 2005  | Віго, Іспанія           | Тверде   | Марія Хосе Мартінес Санчес  | 7–6(7–5), 5–7, 6–7(4–7) |

### Парний розряд: 14 (6–8)
| Турніри $100,000 |
| Турніри $75,000  |
| Турніри $50,000  |
| Турніри $25,000  |
| Турніри $10,000  |

| Результат | Ранг | Дата             | Турнір                    | Покриття  | Партнерка         | Суперниці                                      | Рахунок       |
| --------- | ---- | ---------------- | ------------------------- | --------- | ----------------- | ---------------------------------------------- | ------------- |
| Поразка   | 1.   | 29 січня 2001    | Веллінгтон, Нова Зеландія | Тверде    | Сє Шувей          | Donna Mc Intyre Шеллі Стефенс                  | 5–7, 6–0, 2–6 |
| Перемога  | 1.   | 29 липня 2001    | Горб-ам-Неккар, Німеччина | Ґрунт     | Ivana Zupa        | Зузана Кучова Martina Strussova                | 7–6(7–0), 6–2 |
| Перемога  | 2.   | 19 серпня 2002   | Енсхеде, Нідерланди       | Ґрунт     | Даніела Кікс      | Даніела Клеменшиц Деббі Гак                    | 6–1, 7–5      |
| Перемога  | 3.   | 5 травня 2003    | Варшава, Польща           | Ґрунт     | Татьяна Марія     | Barbora Machovská Ivana Plateniková            | 6–3, 6–3      |
| Поразка   | 2.   | 5 квітня 2004    | Каїр, Єгипет              | Ґрунт     | Гелена Еєсон      | Сімона Добра Гана Шромова                      | w/o           |
| Перемога  | 4.   | 14 березня 2005  | Фуертевентура, Іспанія    | Килим     | Лаура Цельдер     | Нурія Ройг Astrid Waernes                      | 6–2, 4–6, 6–1 |
| Поразка   | 3.   | 4 квітня 2005    | Порту, Португалія         | Тверде    | Лаура Цельдер     | Марія Хосе Архері Летісія Собрал               | 6–7(6–8), 1–6 |
| Поразка   | 4.   | 18 квітня 2005   | Порту, Португалія         | Тверде    | Марайке Біґльмаєр | Лісанне Балк Суріна Де Беер                    | 3–6, 6–3, 3–6 |
| Поразка   | 5.   | 28 травня 2005   | Пхукет (місто), Таїланд   | Тверде    | Монік Адамчак     | Акгуль Аманмурадова Напапорн Тонгсалі          | 1–6, 1–6      |
| Поразка   | 6.   | 25 жовтня 2005   | Токіо, Японія             | Тверде    | Лорен Бредмор     | Макі Арай Kim Hea-mi                           | 4–6, 6–7(5–7) |
| Перемога  | 5.   | 13 травня 2006   | Монсон, Іспанія           | Тверде    | Монік Адамчак     | Ольга Брозда Євгенія Савранська                | 7–5, 6–3      |
| Перемога  | 6.   | 19 травня 2006   | Тенерифе, Іспанія         | Тверде    | Монік Адамчак     | Естрелья Кабеса Кандела Laura Vallvaerdu-Zafra | 4–6, 6–4, 6–1 |
| Поразка   | 7.   | 30 жовтня 2006   | Ердінг, Німеччина         | Килим (i) | Кармен Клашка     | Даніела Клеменшиц Сандра Клеменшиц             | 6–1, 3–6, 2–6 |
| Поразка   | 8.   | 6 листопада 2006 | Ісманінг, Німеччина       | Килим (i) | Забріна Йольк     | Ева-Марія Гох Лідія Штайнбах                   | 2–6, 1–6      |

## ITF Junior finals

### Одиночний розряд
| Легенда           |
| ----------------- |
| Junior Grand Slam |
| Категорія GA      |
| Категорія G1      |
| Категорія G2      |
| Категорія G3      |
| Категорія G4      |
| Категорія G5      |

| Результат | Дата           | Турнір                | Місце                | Покриття | Суперниця    | Рахунок  |
| --------- | -------------- | --------------------- | -------------------- | -------- | ------------ | -------- |
| W         | 7 серпня 1998  | ITF 18 & Under Турнір | Rushbrooke, Ірландія | Килим    | Alice Barnes | 6–2, 6–2 |
| L         | 17 жовтня 1999 | 15th Bahia Junior Cup | Баїя, Бразилія       | Ґрунт    | Лівія Аззі   | 0–5 ret. |

### Парний розряд
| Легенда           |
| ----------------- |
| Junior Grand Slam |
| Категорія GA      |
| Категорія G1      |
| Категорія G2      |
| Категорія G3      |
| Категорія G4      |
| Категорія G5      |

| Результат | Дата           | Турнір                                           | Місце                                 | Покриття | Партнерка           | Суперниця                                 | Рахунок       |
| --------- | -------------- | ------------------------------------------------ | ------------------------------------- | -------- | ------------------- | ----------------------------------------- | ------------- |
| L         | 7 серпня 1998  | ITF 18 & Under Турнір                            | Rushbrooke, Ірландія                  | Килим    | Наталі Нері         | Alice Barnes Julia Smith                  | 4–6, 3–6      |
| L         | 14 лютого 1999 | Auckland 18 & Under Summer Championships         | Окленд (Нова Зеландія), Нова Зеландія | Тверде   | Gorana Marsic       | Сара Стоун Ніколь Кріз                    | 1–6, 2–6      |
| L         | 17 жовтня 1999 | 15th Bahia Junior Cup                            | Баїя, Бразилія                        | Ґрунт    | Jacqueline Frohlich | Лівія Аззі Ларісса Карвальйо              | 3–6, 7–5, 0–6 |
| W         | 24 жовтня 1999 | Londrina Junior Cup                              | Лондрина, Бразилія                    | Ґрунт    | Jacqueline Frohlich | Маріна Таваріс Fernanda Luiz              | 1–6, 7–5, 6–1 |
| L         | 20 травня 2001 | 23rd Tourneo Internazionale Citta Di Santa Croce | Санта-Кроче (Флоренція), Італія       | Ґрунт    | Несса Етьєнн        | Хісела Дулко Сільвія Монтеро              | 2–6, 6–2, 5–7 |
| L         | 2 червня 2001  | 37th Astrid Bowl                                 | Loverval, Бельгія                     | Ґрунт    | Несса Етьєнн        | Бетані Маттек-Сендс Крістіна Горіатопулос | 3–6, 6–7(3–7) |
| L         | 10 червня 2001 | International Junior Championships of Франція    | Париж, Франція                        | Ґрунт    | Несса Етьєнн        | Петра Цетковська Рената Ворачова          | 3–6, 6–3, 3–6 |